# Aconit (F713)
La fragata Aconit (F713) es una de las cinco fragatas de la clase La Fayette de la Marine nationale (Francia). Fue puesta en gradas en 1996, botada en 1997 y asignada en 1999.

## Construcción y características
Fue construida por DCN en Lorient, Francia; fue puesta en gradas en 1996, botada en 1997 y asignada en 1999.